# Luy
Der Luy ist ein Fluss in Nouvelle-Aquitaine, im äußersten Südwesten Frankreichs. Er entsteht aus dem Zusammenfluss von Luy de France und Luy de Béarn in der Nähe von Castel-Sarrazin. Der Fluss mündet nach rund 70 Kilometern unterhalb von Dax, an der Gemeindegrenze zwischen Siest und Tercis-les-Bains, als linker Nebenfluss in den Adour.

## Orte am Fluss
- Ozourt
- Clermont
- Sort-en-Chalosse
- Saugnac-et-Cambran
- Oeyreluy